# Їжачок (рід)
Їжачок, або вухатий їжак (Hemiechinus Fitzinger, 1866) — рід ссавців з родини їжакових ряду їжакоподібні (Erinaceiformes).

## Таксономія
Hemiechinus — один з 5 родів номінативної підродини (Erinaceinae) родини їжакових (Erinaceidae), до якої також відносять роди: Atelerix, Erinaceus, Mesechinus, Paraechinus. Останній з них вважається найближчим до Hemiechinus.

## Морфологічні особливості
Від інших родів родини, зокрема й поширеного в Європі роду Erinaceus відрізняється довгими вухами, розташуванням голчастого волосся майже виключно на спині (не на боках) та низкою інших ознак.
Це невеликі їжаки. Довжина тіла дорослого вухатого їжака 15—28 см, хвоста 1—5 см. Маса 240–290 г. Голки покривають спину, але не покривають боки. Голки світлого забарвлення, прикрашені темними смугами. Шерсть, що росте на боках та на череві — м'яке та світле. Вуха довгі, що часто перевищують довжину голови.

## Видовий склад
Рід Hemiechinus Fitzinger, 1866 включає у себе 2 види (Види ссавців світу, 2005):
- Їжачок вухатий (Hemiechinus auritus) (вкл. підвиди auritus, albulus, aegyptius, libycus, megalotis)
- Їжачок індійський (Hemiechinus collaris).

Інколи до цього роду відносять також види роду Paraechinus (в ранзі підроду):
- Ефіопійський їжак (Paraechinus aethiopicus)
- Довгоголковий їжак (Paraechinus hypomelas)
- Індійський їжак (Paraechinus micropus)
- Лисий їжак (Paraechinus nudiventris)